# Yanglou, Henan
Yanglou (kinesiska: 杨楼, 杨楼乡) är en socken i Kina. Den ligger i provinsen Henan, i den centrala delen av landet, omkring 110 kilometer sydväst om provinshuvudstaden Zhengzhou. Antalet invånare är 58852. Befolkningen består av 28 583 kvinnor och 30 269 män. Barn under 15 år utgör 28,0 %, vuxna 15-64 år 61 %, och äldre över 65 år 10,0 %.
Genomsnittlig årsnederbörd är 686 millimeter. Den regnigaste månaden är september, med i genomsnitt 132 mm nederbörd, och den torraste är januari, med 6 mm nederbörd.